# Campesyllis minor
Campesyllis minor is een borstelworm uit de familie Syllidae. Het lichaam van de worm bestaat uit een kop, een cilindrisch, gesegmenteerd lichaam en een staartstukje. De kop bestaat uit een prostomium (gedeelte voor de mondopening) en een peristomium (gedeelte rond de mond) en draagt gepaarde aanhangsels (palpen, antennen en cirri).
Campesyllis minor werd in 1919 voor het eerst wetenschappelijk beschreven door Ralph Vary Chamberlin. Het is de typesoort van het geslacht Campesyllis dat Chamberlin toen ook beschreef. Het type-exemplaar is slechts 2,5 millimeter lang. Het werd aangetroffen aan de kust van Californië nabij Laguna Beach.